# Émerainville
Émerainville település Franciaországban, Seine-et-Marne megyében. Lakosainak száma 7536 fő (2022. január 1.). Émerainville Champs-sur-Marne, Noisiel, Pontault-Combault, Roissy-en-Brie, Noisy-le-Grand, Croissy-Beaubourg és Lognes községekkel határos.

## Népesség
A település népességének változása:
| Lakosok száma | 7444 | 7681 | 7849 | 7720 | 7689 | 7659 | 7667 | 7601 | 7536 |
|               | 2013 | 2015 | 2016 | 2017 | 2018 | 2019 | 2020 | 2021 | 2022 |